# Triboderus nitidus
Triboderus nitidus is een keversoort uit de familie knotshoutkevers (Bothrideridae). De wetenschappelijke naam van de soort werd in 1954 gepubliceerd door Pope.